# Mercado Renacentista de Carlos V
El Mercado Renacentista de Carlos V es un evento cultural que se celebra anualmente en la ciudad de Melilla, España, en los últimos días de junio. Esta feria artesanal, que inicialmente comenzó bajo el nombre de Mercado Medieval de Melilla en 2004, ha evolucionado con el tiempo y se ha consolidado como una de las principales actividades culturales de la ciudad. A través de la recreación de un mercado del siglo XVI, el evento busca revivir la época renacentista en Melilla. En 2016, el evento se transformó para representar la época de Carlos V, un periodo clave en la historia de la ciudad, y desde entonces ha sido conocido como Mercado Renacentista de Carlos V.

## Historia
Tiene sus orígenes en el Mercado Medieval de Melilla, un evento organizado por la Fundación Melilla Ciudad Monumental y que tuvo su primera edición en 2004. El mercado se celebró en el histórico recinto amurallado de Melilla la Vieja, un conjunto de fortificaciones que datan de los siglos XV y XVI. La idea era crear una experiencia cultural que reviviera la atmósfera de un mercado medieval, con puestos de artesanía y actividades interactivas para el público, como malabaristas, gaiteros y encantadores de serpientes.

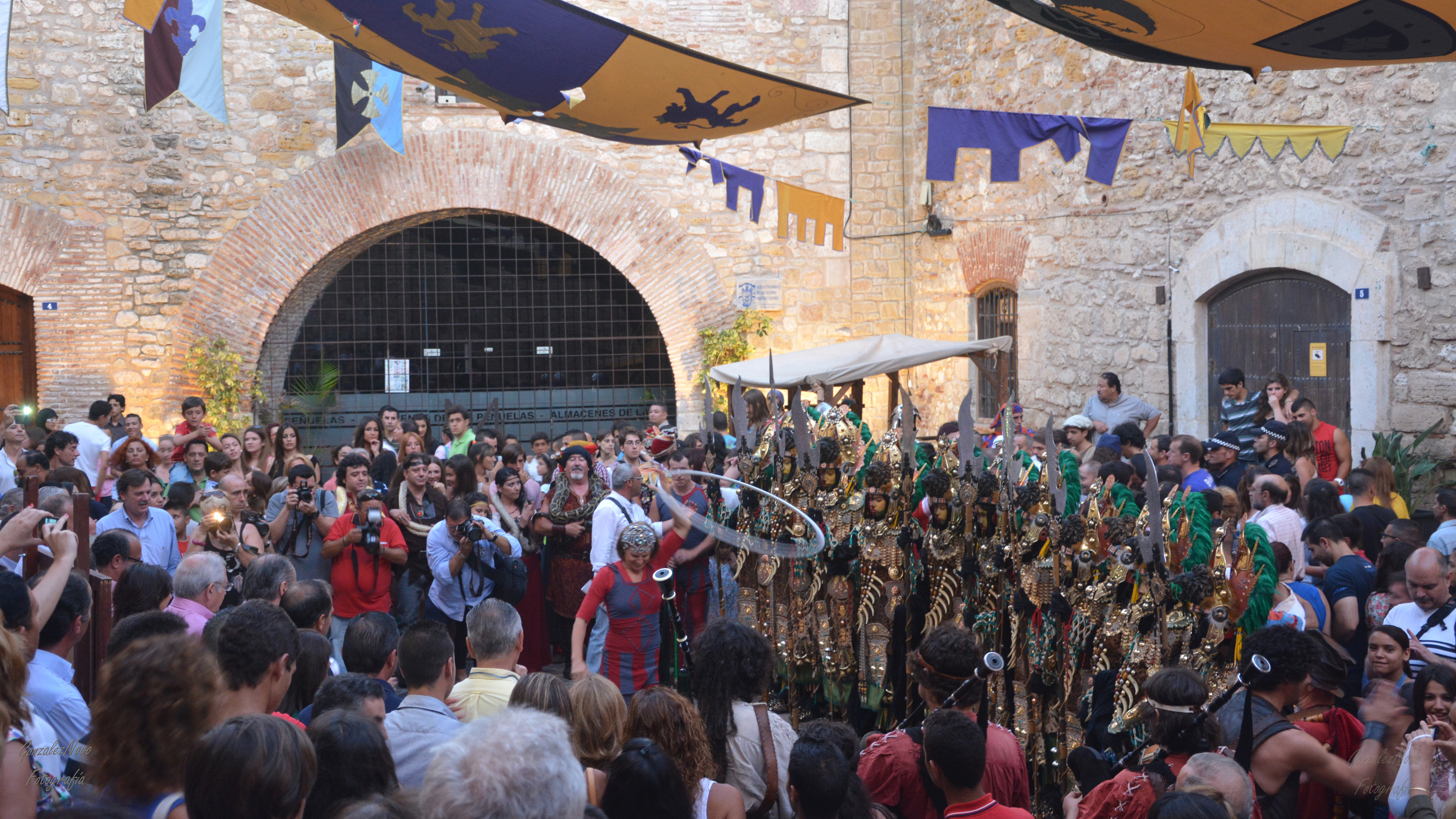
Ambientación medieval en Melilla La Vieja

El evento fue un éxito inmediato y se consolidó como una tradición anual en la ciudad. Sin embargo, en 2016, el mercado dio un giro hacia el Renacimiento, adoptando la nueva denominación de Mercado Renacentista de Carlos V. Este cambio respondió a la intención de integrar a Melilla en la Ruta de Carlos V, un itinerario cultural que recorre los principales lugares asociados al emperador Carlos I de España y V de Alemania, cuya influencia en la historia de la ciudad fue crucial durante el Renacimiento.

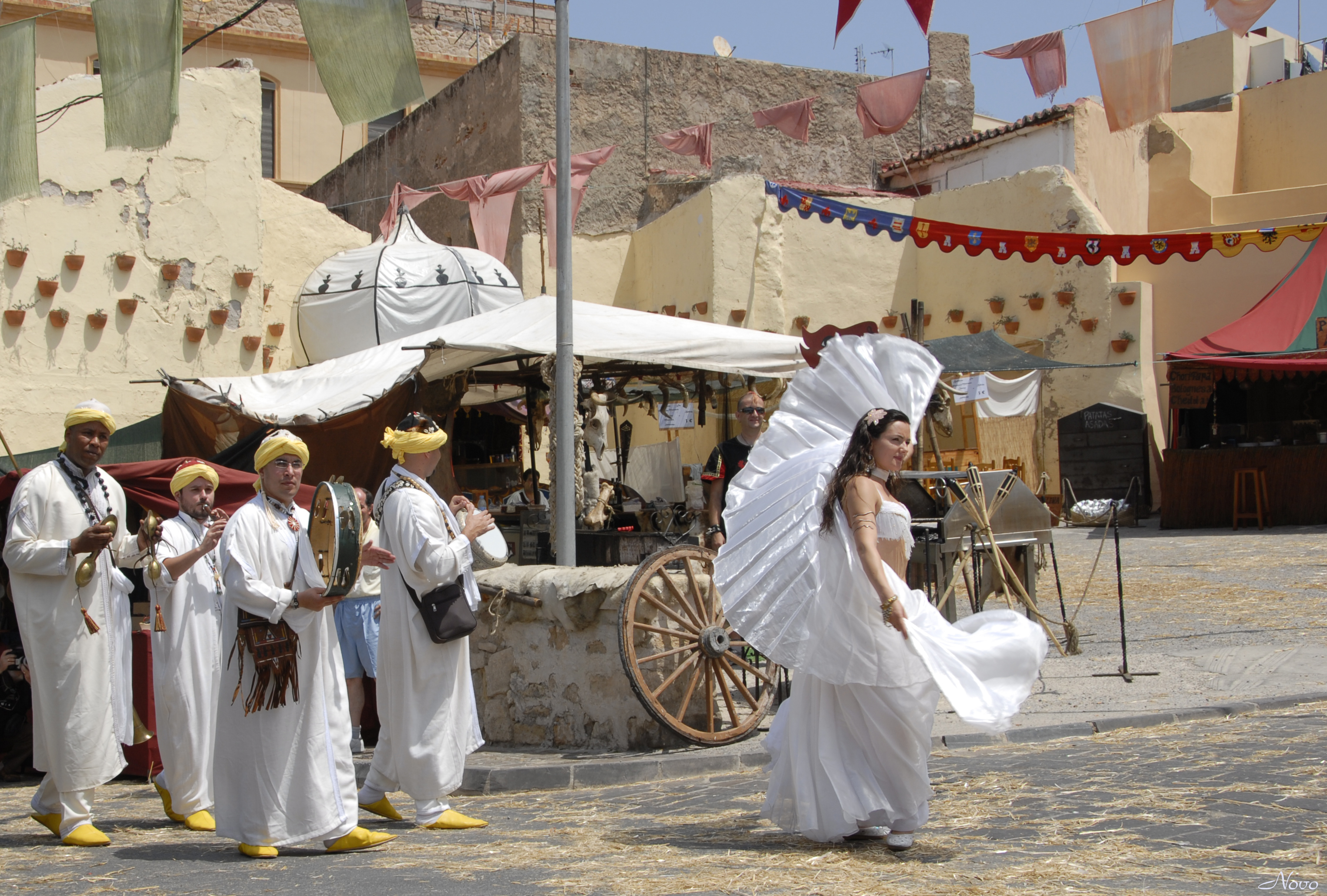
Danzas medievales

La evolución hacia el mercado renacentista se acompañó de una serie de transformaciones en la temática, las actividades y la participación de los asistentes. Además, se introdujo un enfoque en la convivencia de las diversas culturas que formaron parte de la historia de Melilla, incluyendo a cristianos, musulmanes y judíos sefardíes.
Tras una interrupción en las ediciones de 2020 y 2021 debido a la pandemia de COVID-19, el evento regresó en 2024, con una renovada programación y un enfoque más centrado en la preservación del patrimonio histórico de la ciudad y la promoción del Renacimiento.

## Descripción

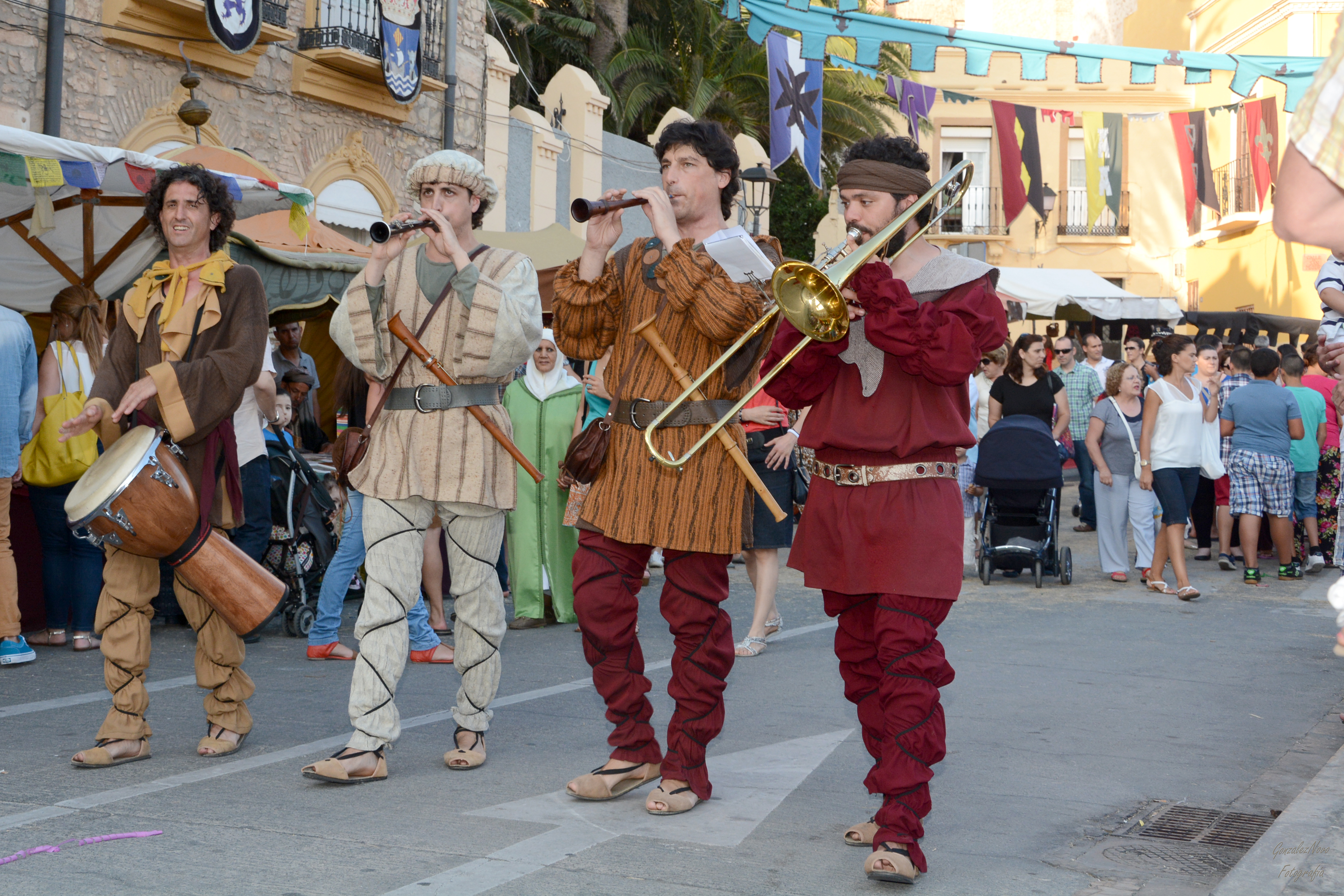
Pasacalles

Se lleva a cabo cada año durante los últimos días de junio, principalmente en las calles de Melilla la Vieja, el casco histórico de la ciudad. Durante tres días, la zona amurallada se transforma en un mercado de época, con una gran variedad de puestos de artesanía y productos tradicionales, tales como cerámica, textiles, joyería y objetos de madera. Los artesanos y vendedores se visten con trajes históricos de la época renacentista, creando una atmósfera auténtica que transporta a los visitantes al siglo XVI.

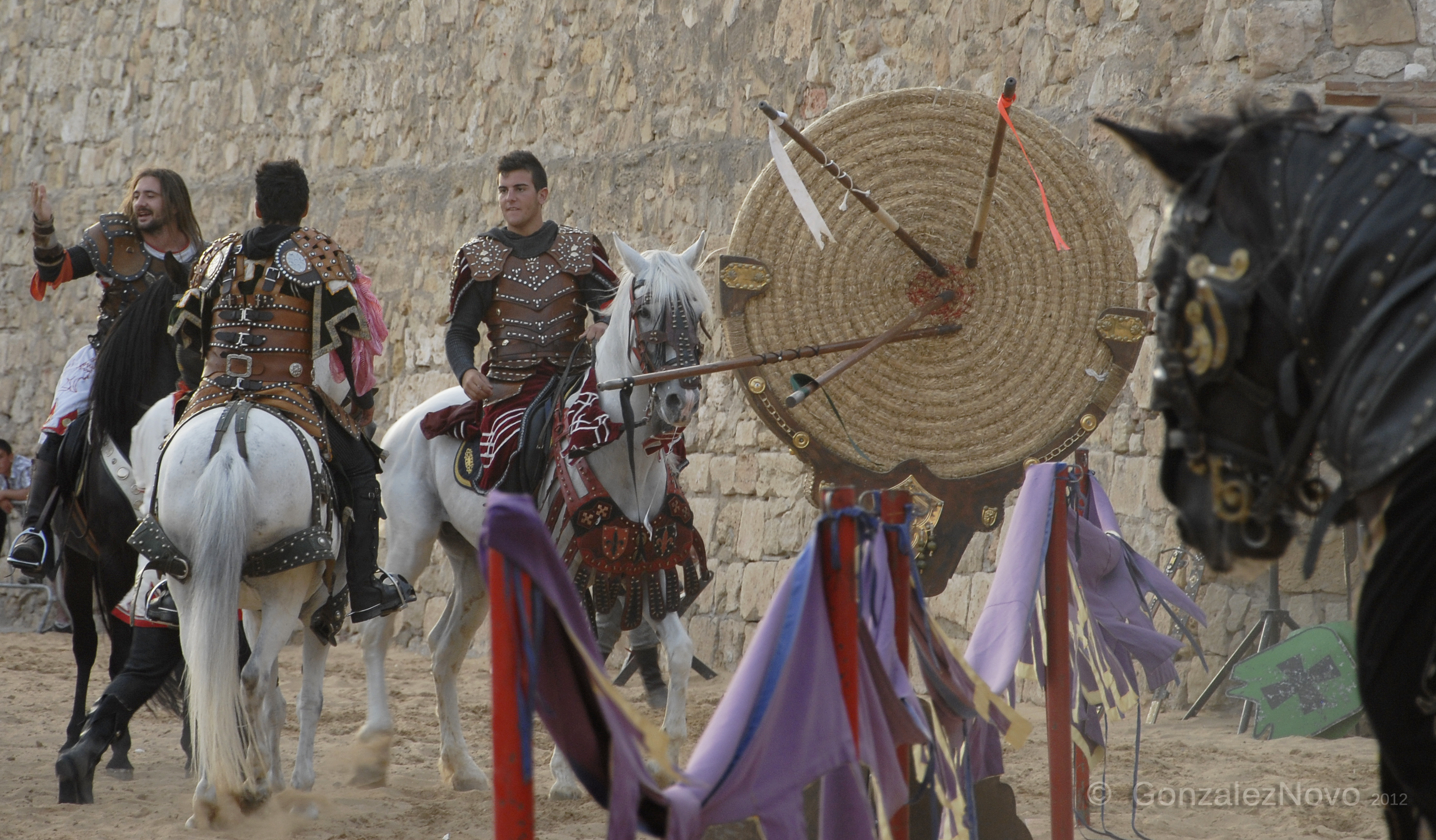
Justas medievales

Uno de los atractivos principales del evento es la amplia oferta de actividades culturales, como espectáculos de música renacentista, representaciones teatrales y pasacalles. Los asistentes pueden disfrutar de danzas medievales, exhibiciones de esgrima histórica, y diversas representaciones que incluyen juglares, malabaristas y encantadores de serpientes. También se organizan actividades para los más pequeños, con talleres de oficios antiguos y animación de calle.

## Actividades

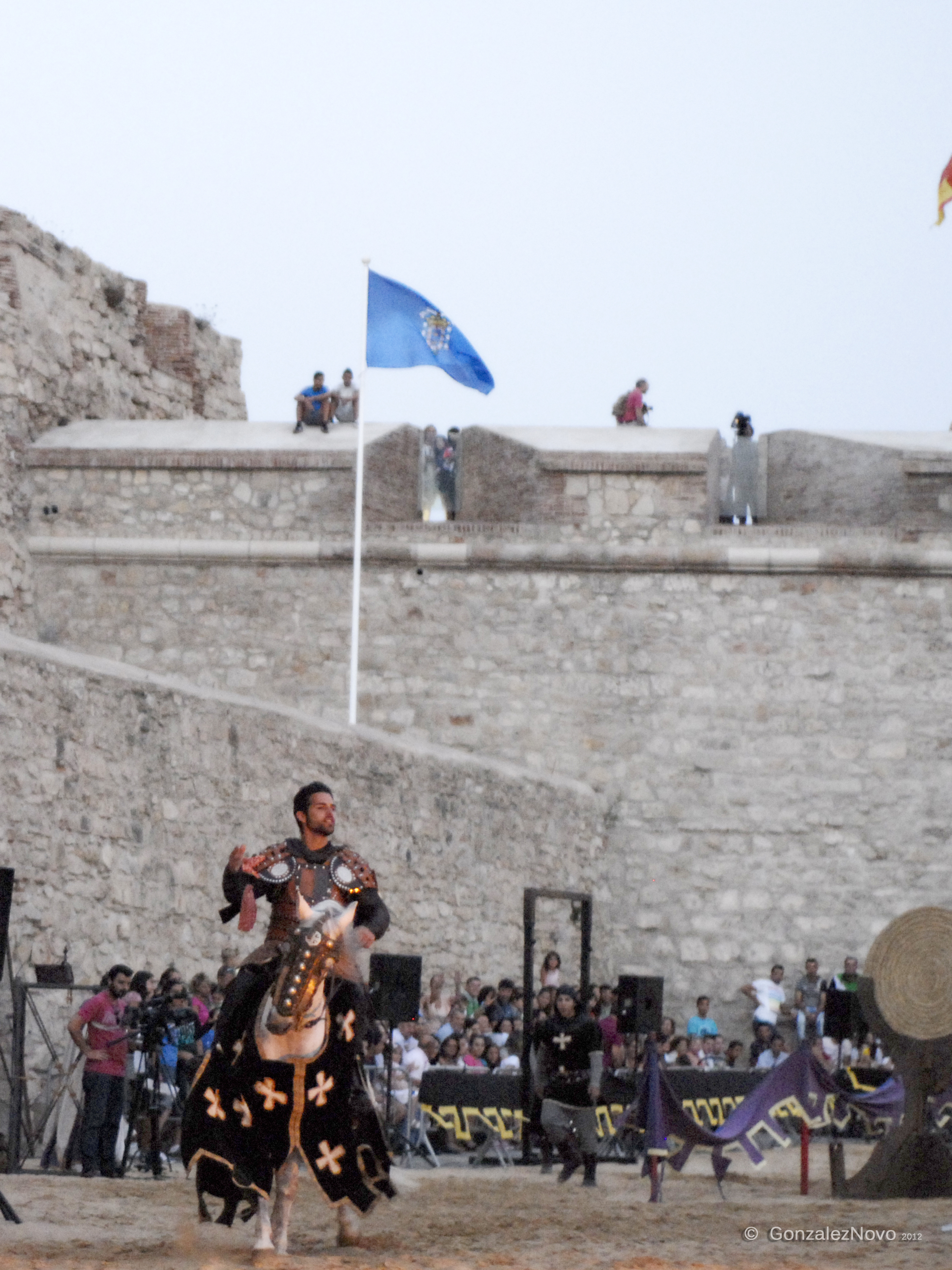
Caballeros medievales

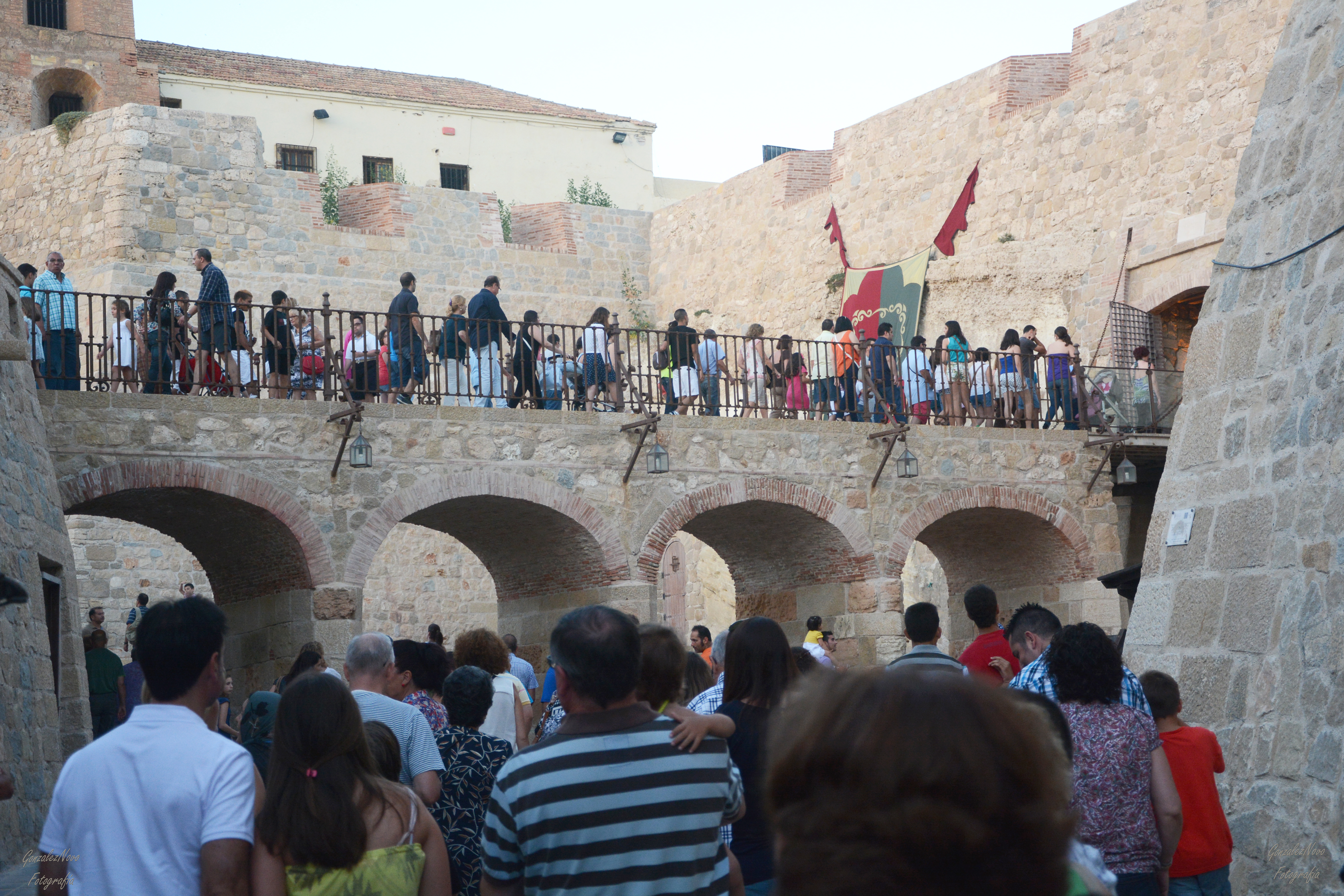
Entrada desde el Foso del Hornabeque

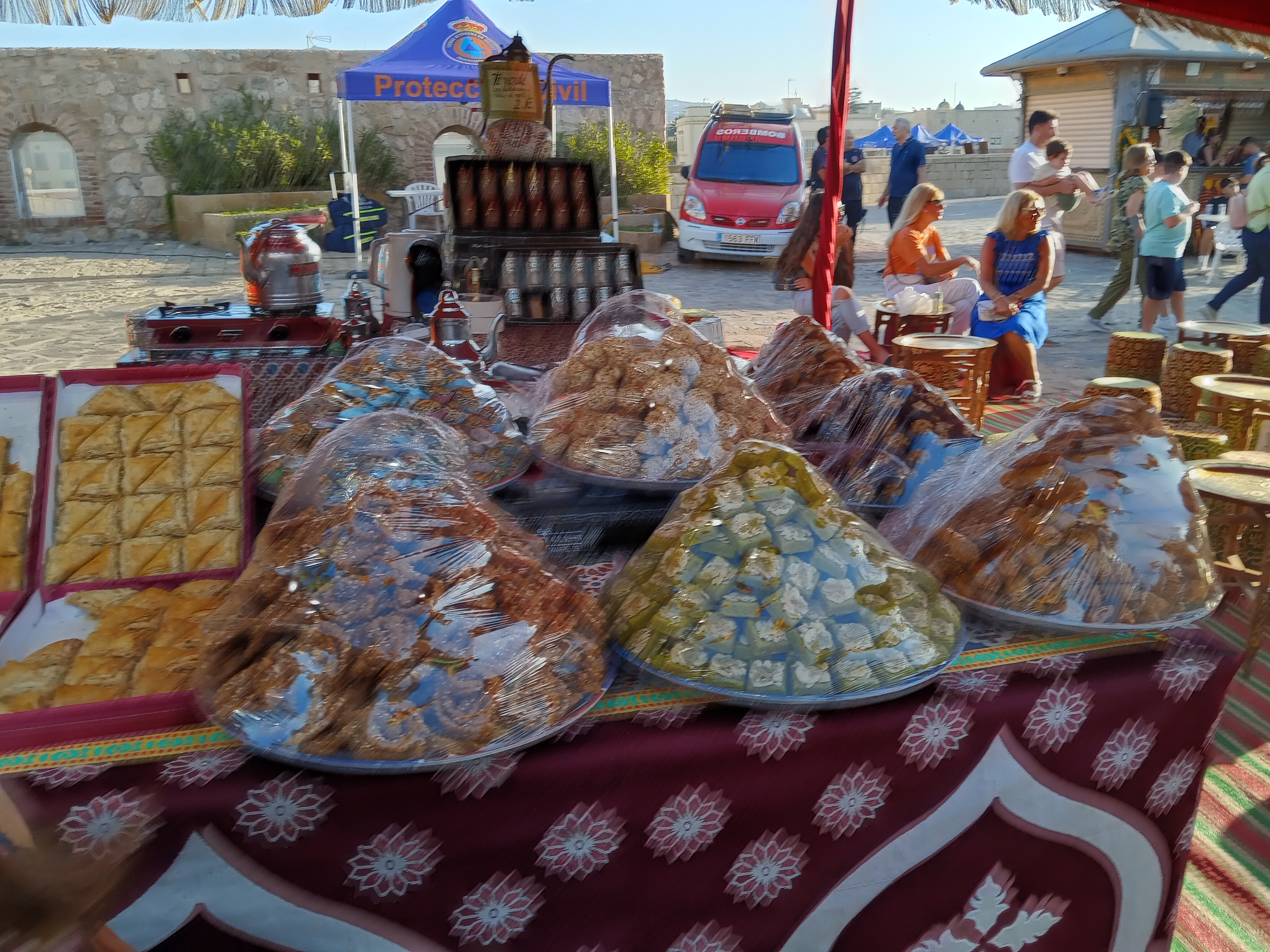
Alimentos artesanales

El Mercado Renacentista de Carlos V es mucho más que un simple mercadillo, y ofrece a los visitantes una amplia gama de actividades recreativas y educativas que permiten experimentar la época del Renacimiento de manera inmersiva. Algunas de las principales actividades incluyen:
1. Espectáculos de Música Renacentista: Bandas y grupos musicales interpretan piezas de música clásica y tradicional de la época renacentista, utilizando instrumentos históricos como la lira, gaitas y laúd, sumergiendo a los asistentes en la atmósfera musical de la época.
2. Representaciones Teatrales: Se representan escenas de la vida cotidiana del Renacimiento, además de dramatizaciones que recrean momentos históricos clave relacionados con Carlos V y su influencia en Melilla.
3. Pasacalles y Animación de Calle: Malabaristas, juglares, y actores vestidos con trajes de la época recorren las calles del mercado, interactuando con el público y ofreciendo espectáculos improvisados que aportan dinamismo al evento.
4. Esgrima Histórica: Exhibiciones de esgrima y combates con armaduras, donde los participantes recrean técnicas de lucha de la época renacentista, muchas veces representando batallas de la historia de Carlos V.
5. Talleres de Oficios Antiguos: Se organizan talleres donde los asistentes pueden aprender oficios tradicionales como la alfarería, la herrería, la tejeduría y la fabricación de calzado, los cuales eran comunes durante la época renacentista.
6. Mercado de Artesanía y Productos Tradicionales: Puestos de venta que ofrecen productos de la época, como cerámica, madera trabajada a mano, telas tejidas y joyería artesanal, permitiendo a los visitantes adquirir recuerdos y productos únicos que reflejan la tradición y la cultura renacentista.
7. Actividades para Niños: Talleres interactivos y juegos para los más pequeños, como la fabricación de juguetes tradicionales o actividades de pintado de caras, permiten a las familias disfrutar del evento juntas. Además, se incluyen espectáculos de magia y teatro infantil.Alimentos artesanales

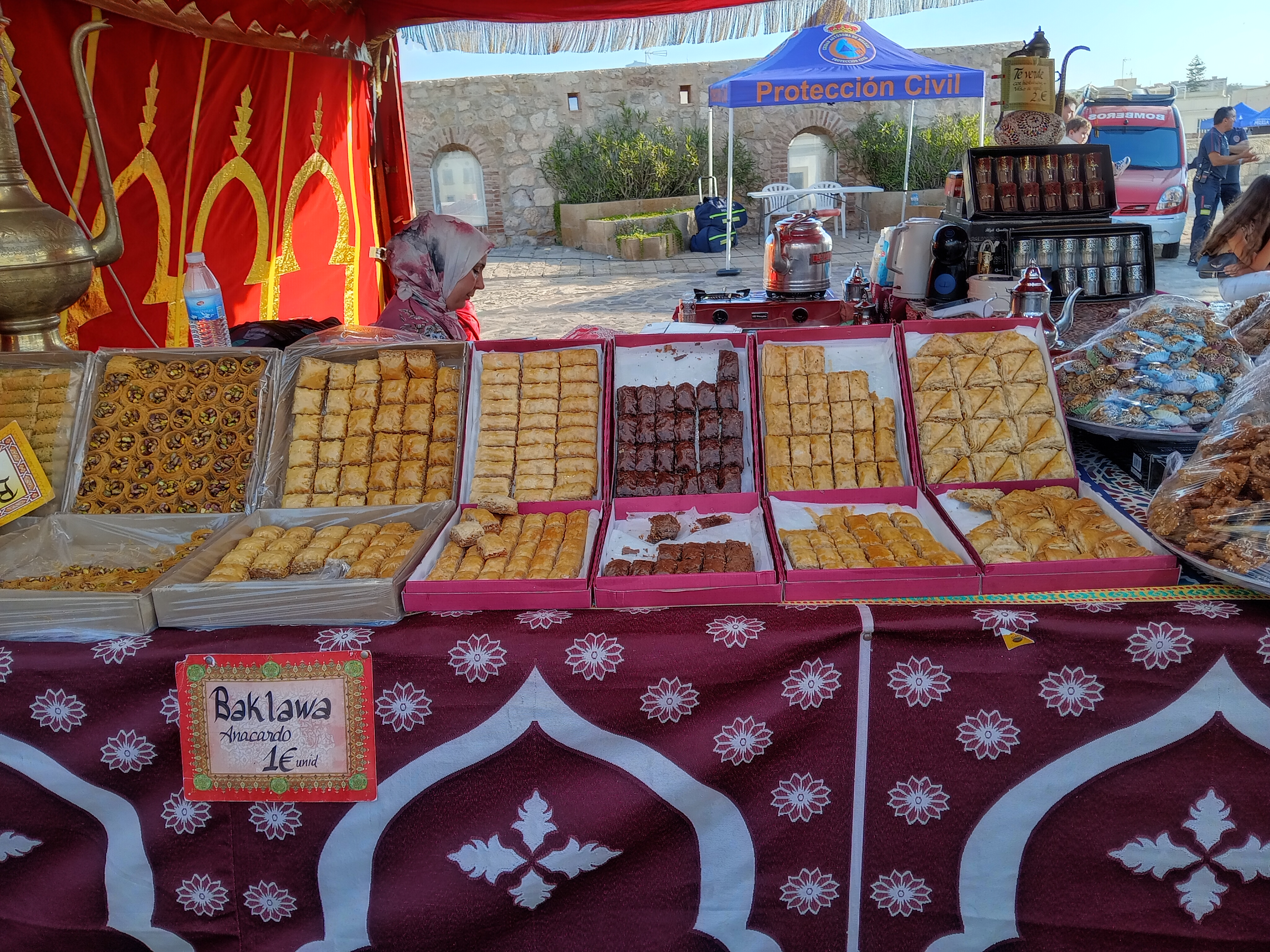
Alimentos artesanales

8. Tienda de Alimentos Tradicionales: El mercado ofrece una selección de alimentos de la época, como panes artesanales, quesos, vinos y mieles, además de tabernas medievales donde los asistentes pueden degustar platos y bebidas tradicionales de la época.
9. Fuegos Artificiales: Para cerrar el evento, el mercado renacentista se despide con una exhibición de fuegos artificiales, que iluminan el cielo de Melilla la Vieja y ofrecen un final espectacular a la celebración.

## Críticas y Recepción
A lo largo de los años, el Mercado Renacentista de Carlos V ha recibido tanto elogios como críticas. La celebración ha sido considerada por muchos como un excelente medio para revitalizar el patrimonio histórico de Melilla, especialmente la zona de Melilla la Vieja. Su capacidad para atraer a un gran número de visitantes y su enfoque en la diversidad cultural de la ciudad ha sido un aspecto positivo destacado en diversas reseñas.
Sin embargo, algunos críticos han señalado que la transformación del evento de medieval a renacentista ha provocado una cierta pérdida de identidad en el mercado. En particular, ha habido discusiones sobre si los cambios en el enfoque histórico han logrado mantener una fidelidad adecuada al periodo representado, especialmente en lo que respecta a la representación de Carlos V y su influencia en Melilla.
Algunas críticas también han surgido en relación con la comercialización del evento y su evolución hacia un mercado más comercial que cultural, lo que ha generado cierto debate sobre el equilibrio entre la tradición y los intereses turísticos.
A pesar de esto, el evento ha mantenido una gran aceptación popular y es considerado por muchos como una de las principales atracciones turísticas de la ciudad. Su impacto cultural y la participación de la comunidad local en la organización siguen siendo aspectos muy valorados.